# Acanthotomicus
Acanthotomicus är ett släkte av skalbaggar. Acanthotomicus ingår i familjen vivlar.

## Dottertaxa tillAcanthotomicus, i alfabetisk ordning[1]
- Acanthotomicus acuminatus
- Acanthotomicus africanus
- Acanthotomicus alternans
- Acanthotomicus amatus
- Acanthotomicus analogus
- Acanthotomicus angolensis
- Acanthotomicus angulatus
- Acanthotomicus angylocalyx
- Acanthotomicus apicalis
- Acanthotomicus artocarpi
- Acanthotomicus ashantius
- Acanthotomicus australis
- Acanthotomicus bicaudatus
- Acanthotomicus biconicus
- Acanthotomicus bidens
- Acanthotomicus bidentatus
- Acanthotomicus bidentis
- Acanthotomicus bispinosus
- Acanthotomicus bolivianus
- Acanthotomicus borneensis
- Acanthotomicus brasiliensis
- Acanthotomicus caelatus
- Acanthotomicus camerunus
- Acanthotomicus caudatus
- Acanthotomicus caudulatus
- Acanthotomicus celtis
- Acanthotomicus chiriquensis
- Acanthotomicus ciliatus
- Acanthotomicus congonus
- Acanthotomicus congruens
- Acanthotomicus conjunctus
- Acanthotomicus craterigerus
- Acanthotomicus curvidens
- Acanthotomicus dentatus
- Acanthotomicus denticulus
- Acanthotomicus duplicatus
- Acanthotomicus elongatus
- Acanthotomicus emarginatus
- Acanthotomicus euphorbiae
- Acanthotomicus excavatus
- Acanthotomicus eximius
- Acanthotomicus explanatus
- Acanthotomicus fallaciosus
- Acanthotomicus fici
- Acanthotomicus fortis
- Acanthotomicus gracilis
- Acanthotomicus grandis
- Acanthotomicus granulatus
- Acanthotomicus harongae
- Acanthotomicus immunitis
- Acanthotomicus inclinans
- Acanthotomicus insularis
- Acanthotomicus ipsiformus
- Acanthotomicus katangensis
- Acanthotomicus kelantanensis
- Acanthotomicus kepongi
- Acanthotomicus kivuensis
- Acanthotomicus lefevrei
- Acanthotomicus lepidus
- Acanthotomicus major
- Acanthotomicus medius
- Acanthotomicus mimicus
- Acanthotomicus minutissimus
- Acanthotomicus octodentatus
- Acanthotomicus octospinosus
- Acanthotomicus ocularis
- Acanthotomicus onerosus
- Acanthotomicus pachylobius
- Acanthotomicus parcius
- Acanthotomicus peregrinus
- Acanthotomicus perexiguus
- Acanthotomicus pilosellus
- Acanthotomicus pilosus
- Acanthotomicus quadridens
- Acanthotomicus quadrispinosus
- Acanthotomicus quadrituberculatus
- Acanthotomicus robertsi
- Acanthotomicus sexdentatus
- Acanthotomicus sexspinosus
- Acanthotomicus seydeli
- Acanthotomicus similis
- Acanthotomicus simplex
- Acanthotomicus sindorae
- Acanthotomicus spinidens
- Acanthotomicus spinosus
- Acanthotomicus subimmunitus
- Acanthotomicus sumatranus
- Acanthotomicus suspectus
- Acanthotomicus sutirifer
- Acanthotomicus tanganyikaensis
- Acanthotomicus tenuis
- Acanthotomicus tridens
- Acanthotomicus tridentatus
- Acanthotomicus tropicus
- Acanthotomicus truncatus
- Acanthotomicus tuberculatus
- Acanthotomicus tuberculifer
- Acanthotomicus uncus
- Acanthotomicus uniformis
- Acanthotomicus variabilis